# Kaifenger Eisenpagode

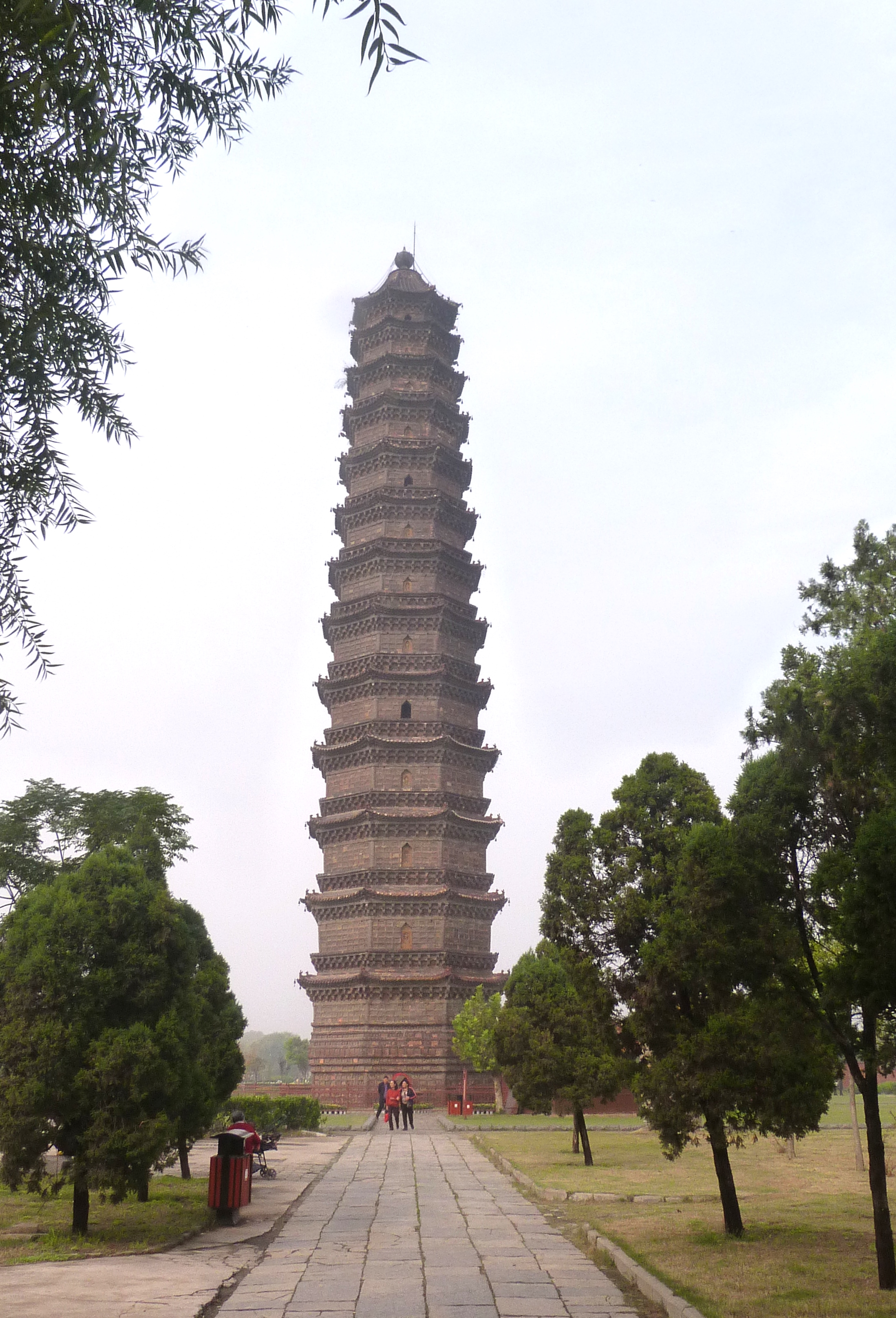
Pagode des Youguo-Tempels (“Eisenpagode” von Kaifeng)

Die sogenannte Eisenpagode von Kaifeng (chinesisch 开封铁塔, Pinyin Kāifēng tiětǎ, englisch Iron Pagoda in Kaifeng) bzw. Eisenpagode des Youguo-Tempels von Kaifeng (开封祐国寺铁塔,  Kāifēng Yòuguó sì tiětǎ, englisch Youguo Temple Iron Pagoda in Kaifeng), Pagode des Youguo-Tempels (祐国寺塔,  Yòuguó sì tǎ, englisch Youguo Temple Pagoda) oder Glasierte Ziegelpagode des Kaibao-Tempels (开宝寺琉璃塔,  Kāibǎo sì liúlí tǎ, englisch Kaibao Glazed Tiles Pagoda) o. ä. ist eine Ziegelpagode aus eisenfarbig glasierten Ziegeln in der nordöstlichen Ecke der Stadt Kaifeng der chinesischen Provinz Henan. Sie wurde im 1. Jahr der Huangyou-Zeit (1049) der Nördlichen Song-Dynastie (1049) errichtet.
Weil sie ursprünglich auf dem Gelände des Kaibao-Tempels (Kaibao si 开宝寺) erbaut wurde, wurde sie Pagode des Kaibao-Tempels (Kaibao si ta 开宝寺塔 Kaibao Temple Pagoda) genannt, in der Zeit der Ming-Dynastie erhielt sie ihren heutigen Namen. Sie ist achteckig und hat dreizehn Geschosse, ihre Höhe beträgt 55,08 m. Das Dach lässt sich besteigen.
Die Pagode des Youguo-Tempels (Youguo si ta 祐国寺塔) steht seit 1961 auf der Liste der Denkmäler der Volksrepublik China (1-69).